# Poa hartzii var. hartzii
Poa hartzii var. hartzii là một phân loài cỏ trong họ hòa thảo, thuộc chi poa.